# Morgan Gould
Morgan Leonard Gould (Joanesburgo, 23 de março de 1983) é um jogador de futebol sul-africano que atua na zaga, no Supersports United. Gould também jogou na Seleção Sul-Africana na Copa das Confederações, ficando em 4º lugar.

## Carreira
Gould já passou pelo Wits University (RSA), Jomo Cosmos (RSA) e atualmente esá no Supersports United.
Gould representou o elenco da Seleção Sul-Africana de Futebol na Copa das Confederações de 2009.